# Селище (Литинский район)
Сели́ще (укр. Селище) — село на Украине, находится в Литинском районе Винницкой области.
Код КОАТУУ — 0522486201. Население по переписи 2001 года составляет 1770 человек. Почтовый индекс — 22307. Телефонный код — 4347.
Занимает площадь 0,362 км².

## Адрес местного совета
22307, Винницкая область, Литинский р-н, с. Селище, ул. Ленина, 58